# Cookin' with the Miles Davis Quintet
Cookin' with the Miles Davis Quintet is een album opgenomen in 1956 door het Miles Davis Quintet in Rudy Van Gelder's studio in Hackensack, New Jersey en uitgebracht in juli 1957.

## Achtergrond
In 1956 had Miles Davis een contract getekend bij het grote label Columbia. Zijn contract bij het kleine Prestige-label liep echter nog een jaar door en hij stemde er in toe dat hij in de loop van dat jaar genoeg materiaal voor vier albums zou opnemen om aan zijn verplichtingen te voldoen. In twee marathonsessies, op 11 mei en 26 oktober 1956 nam het kwintet liefst 24 nummers op. Deze werden verdeeld over vier albums, namelijk Cookin' with the Miles Davis Quintet, Relaxin' with the Miles Davis Quintet, Steamin' with the Miles Davis Quintet en Workin' with the Miles Davis Quintet.
Cookin' with the Miles Davis Quintet was het eerste album van deze vier dat werd uitgebracht. In reactie op de titel van het album zei Davis: "Dat is tenslotte wat we deden - binnenkomen en koken". Het album bestaat uit vier nummers die allemaal in één take werden opgenomen.

## Nummers
1. "My Funny Valentine" - 5:59
2. "Blues by Five" - 9:59
3. "Airegin" - 4:24
4. "Tune Up/When Lights Are Low" - 6:34

## Bezetting
- Miles Davis - trompet
- John Coltrane - tenorsaxofoon
- Red Garland - piano
- Paul Chambers - bas
- Philly Joe Jones - drums